# درازگویی
درازگویی یا اطناب اصطلاحی است در ادبیات که به بیشتر بودن الفاظ از معانی دلالت می‌کند و در نقطه مقابل ایجاز قرار دارد. درازگویی اگر ملال‌آور نباشد، دارای ارزش ادبی و هنری است.